# 7.5厘米FK 16 nA野戰砲
7.5厘米 Fk16 nA野戰炮 (德語：7.5 cm Feldkanone 16 neuer Art)是納粹德國在第二次世界大戰期間使用的野戰炮。 它的設計是以第一次世界大戰 期間服役的7.7厘米Fk16野戰炮為基礎。一戰後仍在服役的Fk16野戰炮於1930年代陸續改膛為新式的7.5厘米囗徑。然而，它仍然保留了原有的木製車輪和炮盾前方供人員乘坐的兩個座椅，顯然沒有就摩托化運輸而作改進。

## 圖庫

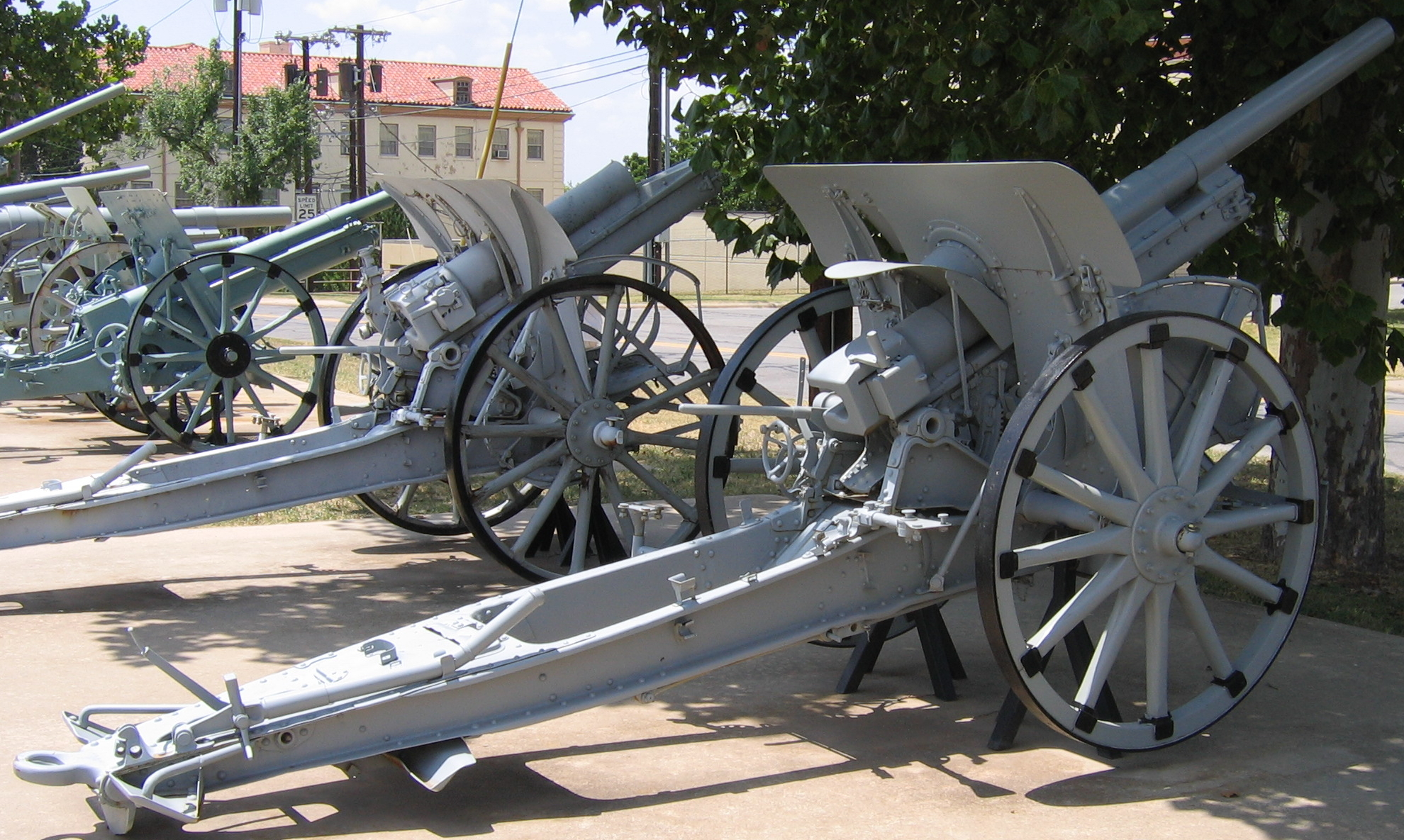
FK 16 nA 的右側，美國陸軍野戰炮博物館藏品
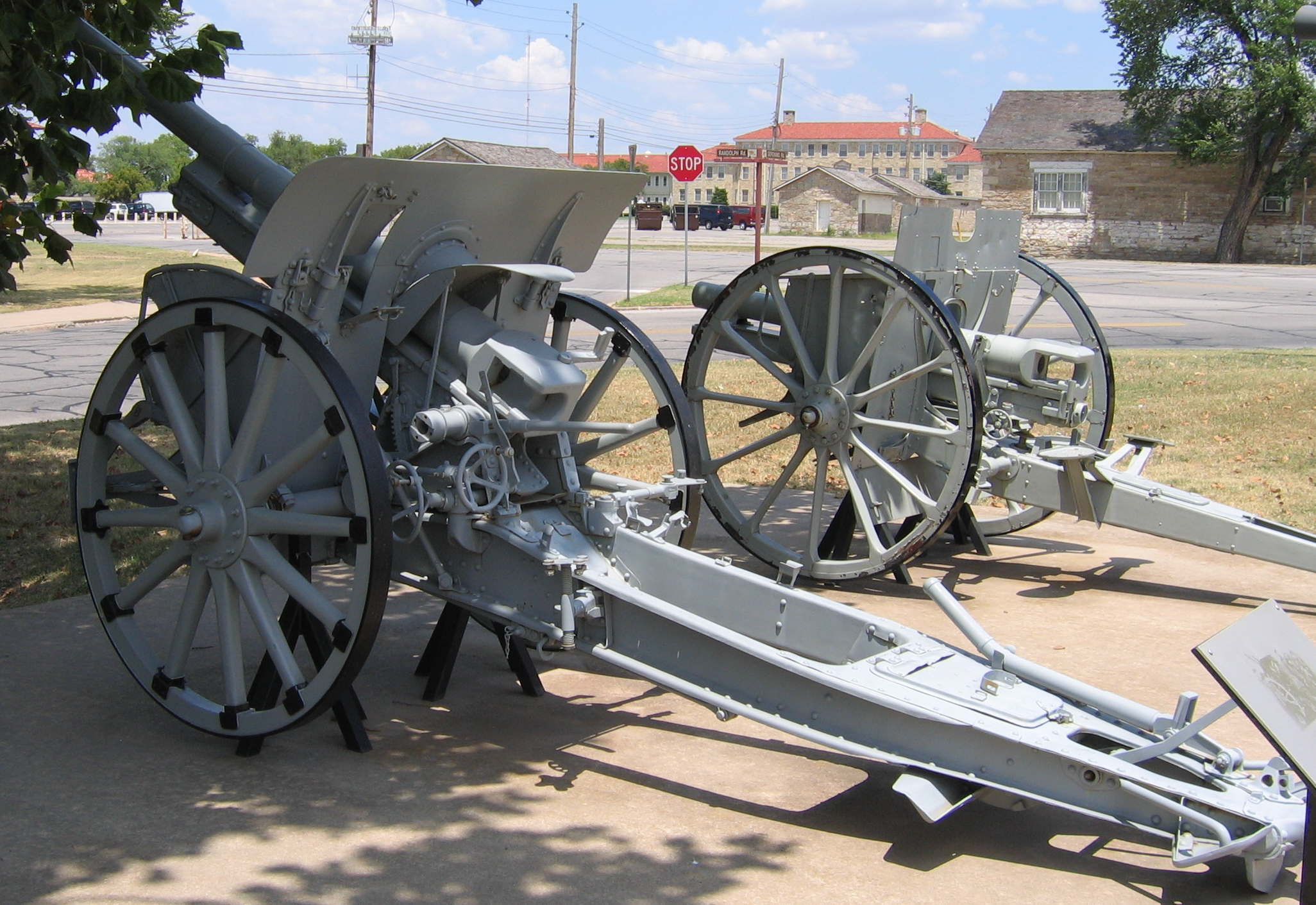
FK 16 nA 的左側，美國陸軍野戰炮博物館藏品
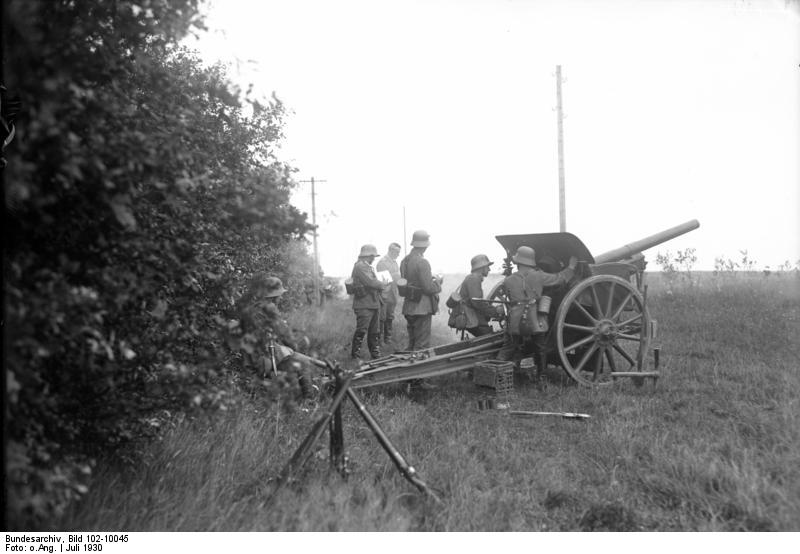
作戰狀態的FK16 nA
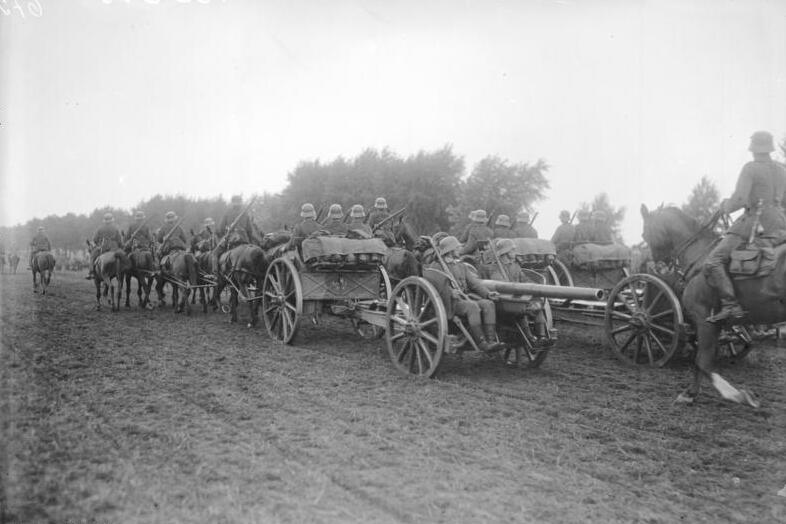
運輸狀態的FK 16 nA. 值得注意的是它的木製車輪使得它只能以軍馬作運輸
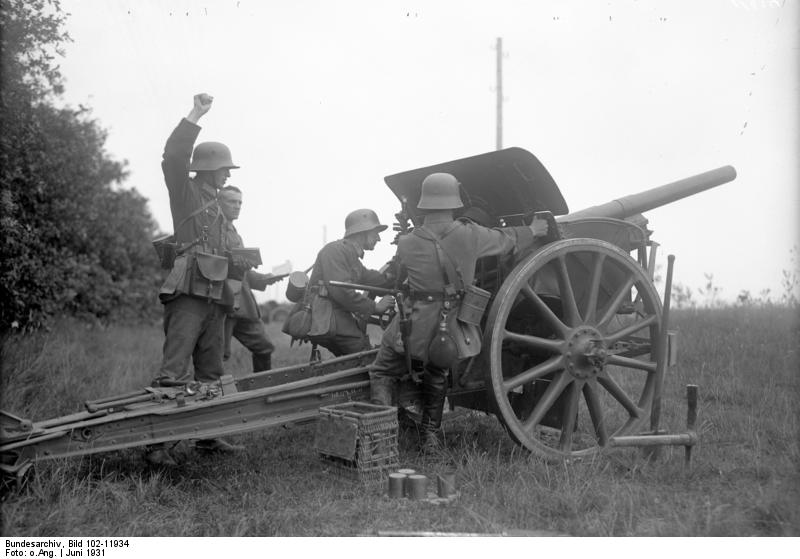
作戰狀態的FK 16 nA